# Kanton Morlaix
Der Kanton Morlaix (bretonisch Kanton Montroulez) ist seit 1790 ein französischer Kanton im Arrondissement Morlaix, im Département Finistère und in der Region Bretagne; sein Hauptort ist Morlaix.  

## Geschichte
Der Kanton entstand am 15. Februar 1790. Von 1801 bis 2015 gehörten vier Gemeinden zum Kanton Morlaix. Mit der Neuordnung der Kantone in Frankreich stieg die Zahl der Gemeinden 2015 auf elf. Von den bisherigen vier Gemeinden wechselte eine zu einem anderen Kanton. Zu den verbleibenden drei Gemeinden des alten Kantons Morlaix kamen je vier Gemeinden der bisherigen Kantone Saint-Thégonnec und Taulé hinzu.

## Lage
Der Kanton liegt im Nordosten des Départements Finistère. 

## Gemeinden

### Kanton Morlaix seit 2015
Der Kanton besteht aus zehn Gemeinden mit insgesamt 36.794 Einwohnern (Stand: 1. Januar 2022) auf einer Gesamtfläche von 246,78 km²:
| Gemeinde                    | Bretonisch              | Einwohner (2022) | Fläche (km²) | Code postal | Code Insee |
| --------------------------- | ----------------------- | ---------------- | ------------ | ----------- | ---------- |
| Carantec                    | Karanteg                | 3.261            | 9,02         | 29660       | 29023      |
| Henvic                      | Henvig                  | 1.195            | 9,95         | 29670       | 29079      |
| Locquénolé                  | Lokenole                | 792              | 0,85         | 29670       | 29132      |
| Morlaix                     | Montroulez              | 15.220           | 24,82        | 29600       | 29151      |
| Pleyber-Christ              | Pleiber-Krist           | 3.175            | 45,47        | 29410       | 29163      |
| Plounéour-Ménez             | Plouneour-Menez         | 1.298            | 51,74        | 29410       | 29202      |
| Saint-Martin-des-Champs     | Sant-Martin-war-ar-Maez | 4.792            | 15,70        | 29600       | 29254      |
| Saint-Thégonnec Loc-Eguiner | Sant-Tegoneg            | 3.118            | 49,78        | 29410       | 29266      |
| Sainte-Sève                 | Sant-Seo                | 1.060            | 9,98         | 29600       | 29265      |
| Taulé                       | Taole                   | 2.883            | 29,47        | 29670       | 29279      |
| Kanton Morlaix              | Montroulez              | 36.794           | 246,78       | -           | 2917       |

## Veränderungen im Gemeindebestand seit der landesweiten Neuordnung der Kantone
2016: Fusion Loc-Eguiner-Saint-Thégonnec und Saint-Thégonnec → Saint-Thégonnec Loc-Eguiner

### Kanton Morlaix bis 2015
Der Kanton Morlaix bestand aus vier Gemeinden auf einer Fläche von 91,42 km². Diese waren: Morlaix (Hauptort), Plourin-lès-Morlaix, Sainte-Sève und Saint-Martin-des-Champs.

## Bevölkerungsentwicklung
| 1962   | 1968   | 1975   | 1982   | 1990   | 1999   | 2006   | 2012   |
| ------ | ------ | ------ | ------ | ------ | ------ | ------ | ------ |
| 23.906 | 25.671 | 28.028 | 28.574 | 26.652 | 25.736 | 25.781 | 25.432 |